# Брандровка
Брандровка — деревня в Марьинском сельском поселении Корсаковского района Орловской области России.

## География
Деревня расположено в 99 км на северо-восток от Орла, на берегу реки Раковка

## Население
| 2010 |
| ---- |
| 6    |